# Parque Nacional de Shushensky Bor
O Parque Nacional de Shushensky Bor (em russo: (национальный парк «Шушенский бор») é uma área protegida na Rússia, cujo nome pode ser traduzido literalmente para "Floresta de Sushenshky". Consiste em duas florestas no sudoeste extremo de Sibéria, no sopé norte das montanhas ocidentais de Sayan. A secção norte é uma floresta de estepe, enquanto a secção sul é floresta de coníferas de montanha. A secção do sul é limitada em dois lados pelo reservatório do rio Ienissei, atrás da barragem de Sayano-Shushenskaya, a maior usina hidroeléctrica da Rússia. A floresta tem tanto valor de biodiversidade como valor recreativo para caminhantes e turistas. Ele está localizado no Distrito Shushensky, no Krai de Krasnoyarsk.

## Topografia
A floresta é dividida em duas partes: uma pequena secção ("Preovsky") localizada numa planície florestal relativamente plana (a bacia Minusink), 60 quilómetros a norte do tergo das montanhas ocidentais de Sayan, e uma muito maior secção muito maior, no declive norte da cordilheira ocidental de Sayan. A floresta mostra a transição entre duas zonas climáticas - floresta de estepes e taiga, bem como a diferença de altitude nos tipos de árvores e na comunidade florestal. O Perovsky (zona de estepes florestal, 4410 hectares) e a cordilheira (Sayan Ocidental, 34 760 hectares) combinam-se numa área total de 39 170 hectares.
A secção montanhosa dominada pelo Borus, um tergo de alta altitude de cinco picos que corre no sentido norte-sul através do meio da floresta. O pico mais alto é Monte Poilovo (2309 metros).

## Clima e eco-região
A designação climática oficial para a região de Shushensy é "clima continental húmido", com grandes diferenças de temperatura entre estações, apresentando verões quentes e ocasionalmente húmidos, e invernos frios.

## Animais
Os mamíferos mais comuns no parque incluem a lebre, o esquilo vermelho, o urso pardo, a raposa comum, a zibelina, o veado, o alce, e o javali. Os registos de pássaros indicam a presença de 272 espécies, incluindo a águia dourada, a águia pesqueira (Pandion haliaetus) e a cegonha preta (Cinonia nigra).